# Delhi Dynamos Football Club 2016
Questa voce raccoglie le informazioni riguardanti il Delhi Dynamos nelle competizioni ufficiali della stagione 2015.

## Maglie e sponsor
Il fornitore tecnico per questa stagione è Dryworld, mentre lo sponsor ufficiale è Spicejet.
| Casa | Trasferta |

## Rosa
| N. |                    | Ruolo | Calciatore           |
| -- | ------------------ | ----- | -------------------- |
| 1  | India (bandiera)   | P     | Soram Poirei         |
| 2  | India (bandiera)   | C     | Rupert Nongrum       |
| 4  | Senegal (bandiera) | D     | Baye Ibrahima Niasse |
| 5  | Spagna (bandiera)  | D     | Rubén González       |
| 6  | India (bandiera)   | D     | Chinglensana Singh   |
| 7  | India (bandiera)   | C     | Amoes Do             |
| 8  | India (bandiera)   | C     | Kean Lewis           |
| 9  | India (bandiera)   | A     | Arjun Tudu           |
| 10 | Brasile (bandiera) | C     | Bruno Pelissari      |
| 11 | Brasile (bandiera) | C     | Marcelinho           |
| 12 | India (bandiera)   | C     | Milan Singh          |
| 13 | Spagna (bandiera)  | P     | Toni Doblas          |
| 14 | Spagna (bandiera)  | C     | Marcos Tébar         |
| 15 | Francia (bandiera) | C     | Florent Malouda      |

| N. |                        | Ruolo | Calciatore         |
| -- | ---------------------- | ----- | ------------------ |
| 17 | Brasile (bandiera)     | C     | Memo               |
| 20 | India (bandiera)       | C     | Alwyn George       |
| 23 | India (bandiera)       | C     | Souvik Chakraborty |
| 25 | India (bandiera)       | C     | Denson Devadas     |
| 27 | India (bandiera)       | D     | Lalchhawnkima      |
| 30 | India (bandiera)       | D     | Anas Edathodika    |
| 31 | India (bandiera)       | C     | Malsawmzuala       |
| 33 | India (bandiera)       | P     | Sanjiban Ghosh     |
| 39 | India (bandiera)       | D     | Lalruatthara       |
| 43 | Ghana (bandiera)       | A     | Richard Gadze      |
| 50 | Ghana (bandiera)       | D     | David Addy         |
| 99 | Senegal (bandiera)     | A     | Badara Badji       |
|    | Inghilterra (bandiera) | C     | Samir Nabi         |
|    | India (bandiera)       | A     | Seminlen Doungel   |

## Risultati

### Indian Super League
| Arbitro: | Hasan Ebrahim A. |

|                   |           |                                                       |
| Dudu Omagbemi 32’ | Marcatori | 26’ (Rig.) Marcelinho 34’ Marcelinho 84’ Badara Badji |

| Kochi 9 ottobre 2016, ore 19:00 UTC+5:30 2ª giornata | Kerala Blasters | 0 – 0 referto | Delhi Dynamos | Jawaharlal Nehru Stadium (Kochi) (54.913 spett.)\| Arbitro: \| Nagvenkar T. \| |
| Arbitro:                                             | Nagvenkar T.    |               |               |                                                                                |

| Arbitro: | Hasan Ebrahim A. |

|                |           |                     |
| Kean Lewis 38’ | Marcatori | 51’ Emiliano Alfaro |

| Arbitro: | Kumar S. |

|                                                          |           |                                          |
| Richard Gadze 51’ Badara Badji 76’ Marcelinho 82’ (Rig.) | Marcatori | 33’, 38’ Krisztián Vadócz 69’ Sony Nordé |

| Calcutta 22 ottobre 2016, ore 19:00 UTC+5:30 5ª giornata | Atlético de Kolkata | 1 – 0 referto | Delhi Dynamos | Rabindra Sarobar Stadium (10.893 spett.) |
| \| \| \| \| \| Iain Hume 77’ (Rig.) \| Marcatori \| \|   |                     |               |               |                                          |
|                                                          |                     |               |               |                                          |
| Iain Hume 77’ (Rig.)                                     | Marcatori           |               |               |                                          |

| Arbitro: | Dilan H. P. |

|                 |           |                  |
| Milan Singh 79’ | Marcatori | 45+2’ Jesús Tato |

| Arbitro: | Dilan H. P. |

|  |           |                                  |
|  | Marcatori | 72’ Marcelinho 76’ Richard Gadze |

| Arbitro: | Waldron N. |

|                               |           |  |
| Kean Lewis 56’ Marcelinho 60’ | Marcatori |  |

| Arbitro: | Arumughan R. |

|                                                           |           |                   |
| Richard Gadze 16’ Florent Malouda 25’, 85’ Kean Lewis 54’ | Marcatori | 37’ Bernard Mendy |

| Arbitro: | Nagvenkar T. |

|                                     |           |                             |
| Milan Singh 63’ Florent Malouda 74’ | Marcatori | 17’ Iain Hume 71’ Javi Lara |

| Arbitro: | Waldron N. |

|                                                                 |           |                                                               |
| Aníbal Zurdo 55’, 63’ Mohamed Sissoko 62’ Lenny Rodrigues 90+3’ | Marcatori | 44’ Kean Lewis 79’ (A.g.) Eduardo Ferreira 90+4’ Malsawmzuala |

| Delhi 27 novembre 2016, ore 19:00 UTC+5:30 12ª giornata                                                | Delhi Dynamos | 5 – 1 referto        | FC Goa | Jawaharlal Nehru Stadium |
| \| \| \| \| \| Marcelinho 38’, 48’, 56’ Richard Gadze 52’, 58’ \| Marcatori \| 31’ Fulganco Cardozo \| |               |                      |        |                          |
| |               |                      |        |                          |
| Marcelinho 38’, 48’, 56’ Richard Gadze 52’, 58’                                                        | Marcatori     | 31’ Fulganco Cardozo |        |                          |

| Guwahati 30 novembre 2016, ore 19:00 UTC+5:30 13ª giornata                                    | NorthEast Utd | 2 – 1 referto    | Delhi Dynamos | Indira Gandhi Athletic Stadium |
| \| \| \| \| \| Seityasen Singh 60’ Koffi Ndri Romaric 71’ \| Marcatori \| 90+4’ Marcelinho \| |               |                  |               |                                |
|                                                                                               |               |                  |               |                                |
| Seityasen Singh 60’ Koffi Ndri Romaric 71’                                                    | Marcatori     | 90+4’ Marcelinho |               |                                |

| Mumbai 3 dicembre 2016, ore 19:00 UTC+5:30 14ª giornata | Mumbai City | 0 – 0 referto | Delhi Dynamos | DY Patil Stadium |

#### Play-off
| Arbitro: | Pranjal Banerji |

|                     |           |  |
| Kervens Belfort 65’ | Marcatori |  |

| Delhi 14 dicembre 2016, ore 19:00 UTC+5:30 Semifinale - Ritorno                         | Delhi Dynamos | 2 (0) – 1 (3) (d.c.r.) referto | Kerala Blasters | Jawaharlal Nehru Stadium (24.162 spett.) |
| \| \| \| \| \| Marcelinho 21’ Rubén González 45+8’ \| Marcatori \| 24’ Duckens Nazon \| |               |                                |                 |                                          |
|                                                                                         |               |                                |                 |                                          |
| Marcelinho 21’ Rubén González 45+8’                                                     | Marcatori     | 24’ Duckens Nazon              |                 |                                          |

### Andamento in campionato
| Giornata  | 1 | 2 | 3 | 4 | 5 | 6 | 7 | 8 | 9 | 10 | 11 | 12 | 13 | 14 |
| --------- | - | - | - | - | - | - | - | - | - | -- | -- | -- | -- | -- |
| Luogo     | T | T | C | C | T | C | T | C | C | C  | T  | C  | T  | T  |
| Risultato | V | N | N | N | P | N | V | V | V | N  | P  | V  | P  | N  |
| Posizione | 1 | 3 | 3 | 4 | 5 | 6 | 3 | 1 | 1 | 1  | 1  | 1  | 2  | 3  |

Legenda:

Luogo: C = Casa; T = Trasferta. Risultato: V = Vittoria; N = Pareggio; P = Sconfitta.